# Lijst van Tweede Kamerleden voor de RPF
Een overzicht van alle voormalige Tweede Kamerleden voor de Reformatorische Politieke Federatie (RPF).
| Tweede Kamerlid   | Begindatum   | Einddatum     |
| ----------------- | ------------ | ------------- |
| Leen van Dijke    | 17 mei 1994  | 12 maart 2001 |
| Meindert Leerling | 10 juni 1981 | 16 mei 1994   |
| André Rouvoet     | 17 mei 1994  | 12 maart 2001 |
| Dick Stellingwerf | 17 mei 1994  | 12 maart 2001 |
| Aad Wagenaar      | 10 juni 1981 | 22 april 1985 |